# Avilés Hurtado
Avilés Hurtado Herrera (Timbiquí, Cauca, Colombia; 20 de abril de 1987) es un futbolista colombiano naturalizado mexicano que se desempeña en las posiciones de mediapunta o extremo. Actualmente es jugador del Deportivo Cali de la Primera División de Colombia.

## Trayectoria

### América de Cali
En el América de Cali jugaba como de volante de creación. El 30 de junio del 2011, renuncia al América junto a su compañero William Zapata, justificando que se van por el incumplimiento que se ha presentado en el pago de los salarios y la inestabilidad que se vive actualmente, en materia económica y deportiva.

### Atlético Nacional
El 7 de julio del 2011,  se confirma su paso al Atlético Nacional. 

### Pachuca
El 15 de diciembre del 2012, Atlético Nacional llega a un acuerdo con el Club de Fútbol Pachuca de México, quien se hace con el 75 % de los derechos deportivos del jugador, por una cifra estimada en US$ 4 millones.

### Jaguares de Chiapas
En el verano del 2013, durante el Periodo de traspaso, se dio a conocer que el Pachuca lo cedía a Jaguares de Chiapas, a préstamo por una Temporada. En su debut con Chiapas anotó dos goles, uno de jugada en un tiro de esquina y el otro de penal.
El 30 de julio, durante la Jornada 3 del Apertura 2013, marcó un gol de tiro libre al Cruz Azul en el empate a uno entre los clubes; fue nombrado la figura del compromiso.

### Xolos de Tijuana
El 8 de junio del 2016,  fue confirmado como nuevo refuerzo de Club Tijuana.
En el periodo de transferencias previo al Clausura 2017 se rumoraba que se iría al Club América, cosa que negó diciendo: "Realmente estoy muy feliz en Tijuana, la afición y el equipo me han ayudado a sobresalir en el equipo como uno de los mejores", además mencionó que nadie del América había hablado con él. 
El 13 de enero del 2017,  marcó su primer doblete con Tijuana en la goleada 6-2 sobre el Club Puebla. Volvió a marcar el 4 de febrero en la victoria 2-4 en su visita al Club León donde sale como la figura del partido con dos penales que le cometieron. El 1 de abril, marca doblete en empate a tres goles en su visita al Atlas donde sale como la figura tras marcar un gol espectacular de chilena; este gol le vale ser prenominado al Premio Puskás de la FIFA al mejor gol del año.

### Monterrey
En mayo del 2017 se hizo oficial su llegada al Club de Fútbol Monterrey. Con los Rayados debutó el 21 de julio en el empate (0-0) frente a Morelia. Sus primeros dos goles los marcó el 8 de agosto en la goleada como visitantes 0-3 ante su exequipo, los Xolos de Tijuana. Ganaría el título de goleo junto a Mauro Boselli (Club León) con 11 dianas. 
El 21 de diciembre con anotación de Hurtado, Monterrey venció 1-0 a Pachuca, obteniendo el campeonato de la Copa MX 2017.
En su debut en la Temporada 2018-2019 marca el gol de la victoria por la mínima como visitantes frente a Pachuca.

## Selección nacional
Por el año 2016 Avilés fue relacionado con la Selección mexicana tras su buen desempeño con Jaguares de Chiapas y Xolos. El jugador declaró lo siguiente después de dichos rumores:

«Nunca me ha pasado por la cabeza ser parte de la Selección Mexicana, porque uno, siendo de su país, quiere que los de su país representen a su selección y es lo más adecuado. Si existe esa posibilidad, bienvenido sea, pero no me quita el sueño, porque la verdad yo prefiero que la representen personas que hayan nacido aquí; deberían dar la oportunidad a los que sí son nacidos en México»

Fue convocado por primera vez a la Selección de fútbol de Colombia absoluta el 3 de noviembre del 2017 por el D.T. José Néstor Pékerman, para los amistosos internacionales, frente a Corea del Sur y China.
Su debut se produjo el 10 de noviembre en la derrota 2-1 contra Corea del Sur, empezando de titular y jugando 71 minutos al salir por Felipe Pardo.

## Estadísticas

### Clubes
| Club                          | Div.                | Temporada           | Liga  | Liga  | Liga   | Copas | Copas | Copas  | Internacionales | Internacionales | Internacionales | Total | Total | Total  | Media Goleadora |
| Club                          | Div.                | Temporada           | Part. | Goles | Asist. | Part. | Goles | Asist. | Part.           | Goles           | Asist.          | Part. | Goles | Asist. | Media Goleadora |
| ----------------------------- | ------------------- | ------------------- | ----- | ----- | ------ | ----- | ----- | ------ | --------------- | --------------- | --------------- | ----- | ----- | ------ | --------------- |
| Depor Aguablanca · Colombia · | 2.ª                 | 2008                | 10    | 0     | 0      | —     | —     | —      | —               | —               | —               | 10    | 0     | 0      | 0               |
| América de Cali · Colombia ·  | 1.ª                 | 2009                | 10    | 0     | 0      | 1     | 1     | 0      | —               | —               | —               | 11    | 1     | 0      | 0,09            |
| América de Cali · Colombia ·  | 1.ª                 | 2010                | 16    | 2     | 2      | 0     | 0     | 0      | —               | —               | —               | 16    | 2     | 2      | 0,11            |
| América de Cali · Colombia ·  | 1.ª                 | A-2011              | 13    | 3     | 5      | 1     | 1     | 0      | —               | —               | —               | 14    | 4     | 5      | 0,31            |
| América de Cali · Colombia ·  | Total               | Total               | 39    | 5     | 7      | 2     | 2     | 0      | 0               | 0               | 0               | 41    | 7     | 7      | 0,15            |
| Atlético Nacional · Colombia  | 1.ª                 | F-2011              | 14    | 2     | 3      | 4     | 2     | 0      | —               | —               | —               | 18    | 4     | 3      | 0,19            |
| Atlético Nacional · Colombia  | 1.ª                 | 2012                | 31    | 6     | 0      | 16    | 2     | 0      | 1               | 0               | 0               | 48    | 8     | 0      | 0,17            |
| Atlético Nacional · Colombia  | Total               | Total               | 45    | 8     | 3      | 20    | 4     | 0      | 1               | 0               | 0               | 66    | 12    | 3      | 0,20            |
| Pachuca · México              | 1.ª                 | C-2013              | 15    | 0     | 0      | 3     | 0     | 0      | —               | —               | —               | 18    | 0     | 0      | 0               |
| Jaguares de Chiapas · México  | 1.ª                 | 2013-14             | 17    | 6     | 2      | —     | —     | —      | —               | —               | —               | 17    | 6     | 2      | 0,35            |
| Pachuca · México              | 1.ª                 | A-2014              | 16    | 2     | 2      | —     | —     | —      | 4               | 2               | 3               | 20    | 4     | 5      | 0,20            |
| Jaguares de Chiapas · México  | 1.ª                 | C-2015              | 16    | 7     | 1      | 2     | 0     | 0      | —               | —               | —               | 18    | 7     | 1      | 0,38            |
| Jaguares de Chiapas · México  | 1.ª                 | 2015-16             | 30    | 7     | 10     | —     | —     | —      | —               | —               | —               | 30    | 7     | 10     | 0,23            |
| Jaguares de Chiapas · México  | Total               | Total               | 63    | 20    | 13     | 2     | 0     | 0      | 0               | 0               | 0               | 65    | 20    | 11     | 0,30            |
| Club Tijuana · México         | 1.ª                 | 2016-17             | 40    | 12    | 11     | 6     | 1     | 0      | —               | —               | —               | 46    | 13    | 11     | 0,28            |
| Monterrey · México            | 1.ª                 | 2017-18             | 37    | 18    | 7      | 8     | 2     | 2      | —               | —               | —               | 45    | 20    | 9      | 0,44            |
| Monterrey · México            | 1.ª                 | 2018-19             | 36    | 4     | 5      | 5     | 0     | 0      | 8               | 2               | 1               | 49    | 6     | 6      | 0,12            |
| Monterrey · México            | 1.ª                 | 2019-20             | 10    | 1     | 1      | 2     | 0     | 0      | —               | —               | —               | 12    | 1     | 1      | 0,08            |
| Monterrey · México            | 1.ª                 | 2020-21             | 22    | 2     | 4      | -     | -     | -      | 2               | 0               | 0               | 24    | 2     | 4      | 0,25            |
| Monterrey · México            | Total               | Total               | 91    | 25    | 15     | 15    | 2     | 2      | 10              | 2               | 1               | 116   | 29    | 18     | 0,25            |
| Pachuca · México              | 1.ª                 | 2021-22             | 39    | 4     | 0      | —     | —     | —      | 0               | 0               | 0               | 39    | 4     | 0      | 0,10            |
| Pachuca · México              | 1.ª                 | 2022-23             | 38    | 5     | 0      | —     | —     | —      | 2               | 0               | 0               | 40    | 5     | 0      | 0,13            |
| F. C. Juárez · México         | 1.ª                 | 2023-24             | 28    | 8     | 3      | —     | —     | —      | —               | —               | —               | 28    | 8     | 3      | 0,28            |
| F. C. Juárez · México         | 1.ª                 | 2024-25             | 17    | 1     | 0      | —     | —     | —      | 3               | 2               | 0               | 20    | 3     | 0      | 0,42            |
| F. C. Juárez · México         | Total               | Total               | 45    | 9     | 3      | 0     | 0     | 0      | 3               | 2               | 0               | 48    | 11    | 3      | 0,31            |
| Pachuca · México              | 1.ª                 | 2025                | —     | —     | —      | —     | —     | —      | 2               | 0               | 0               | 2     | 0     | 0      | 0               |
| Pachuca · México              | Total               | Total               | 108   | 11    | 2      | 3     | 0     | 0      | 8               | 2               | 3               | 116   | 13    | 5      | 0,13            |
| Deportivo Cali · Colombia ·   | 1.ª                 | 2025                | 5     | 4     | 0      | —     | —     | —      | —               | —               | —               | 5     | 4     | 0      | 0,66            |
| Total en su carrera           | Total en su carrera | Total en su carrera | 446   | 94    | 54     | 46    | 9     | 2      | 22              | 6               | 4               | 514   | 109   | 60     | 0,21            |

### Selección
| Selección                | Año                      | Partidos | Goles |
| ------------------------ | ------------------------ | -------- | ----- |
| Colombia Mayores         | 2017                     | 2        | 0     |
| Total                    | Total                    | 2        | 0     |
| Total Selección Colombia | Total Selección Colombia | 2        | 0     |

## Palmarés

### Campeonatos nacionales
| Categoría                            | Título                     | Club              | País     |
| ------------------------------------ | -------------------------- | ----------------- | -------- |
| División Mayor del Fútbol Colombiano | Superliga de Colombia 2012 | Atlético Nacional | Colombia |
| Copa Colombia                        | Copa Colombia 2012         | Atlético Nacional | Colombia |
| Copa México                          | Copa México Apertura 2017  | Monterrey         | México   |
| Primera División de México           | Apertura 2019              | Monterrey         | México   |
| Copa México                          | Copa México 2019-20        | Monterrey         | México   |
| Primera División de México           | Apertura 2022              | Pachuca           | México   |

### Campeonatos internacionales
| Título                                | Club      | Sede      |
| ------------------------------------- | --------- | --------- |
| Liga de Campeones de la Concacaf 2019 | Monterrey | Monterrey |
| Liga de Campeones de la Concacaf 2021 | Monterrey | Monterrey |

### Distinciones individuales
| Título                                                                         |
| ------------------------------------------------------------------------------ |
| Once ideal del Clausura 2017                                                   |
| Nominado en el Top-10 del Premio Puskás 2017                                   |
| Máximo goleador del Apertura 2017 (11 goles)                                   |
| Once ideal del Apertura 2017                                                   |
| Premio Univisión Deportes: Mejor Jugador de la Primera División de México 2017 |